# Castello di Cazeneuve
Il castello di Cazeneuve si trova a Préchac, nel dipartimento francese della Gironda, e venne costruito lungo le gole del Ciron e del torrente Honburens.

## Storia
Il castello originale fu una delle antiche residenze dei re di Navarra.
Fu menzionato per la prima volta nell'omaggio che nel 1250 Amanieu VI d'Albret rese a Gastone VII di Béarn. Successivamente completamente ricostruito da suo figlio Amanieu VII d'Albret su un banco roccioso. Comprende all'interno del suo recinto la motta medievale dell'XI secolo, preceduta da un vasto cortile le cui mura proteggono il borgo.
Nel 1572, il re Enrico III di Navarra lo ereditò da sua madre. Successivamente divenne re di Francia con il titolo di Enrico IV nel 1589.
Nel 1583, di fronte a gravi problemi finanziari, Enrico III vendette il castello a Monsieur de Rancé. Nel 1599 il castello fu venduto a Raymond de Viçose, uno dei membri del partito protestante.
Nel XVII secolo l'edificio subì notevoli modifiche. Il castello medievale fu poi adoperato come una residenza aristocratica per il piacere e gli incontri cerimoniali. Quindi venne del tutto ricostruito nel XVII secolo, e in seguito regolarmente restaurata.
È stato classificato come monumento storico il 24 settembre 1965.
Il castello appartiene tuttora alla famiglia dei Sabrano-Pontevès, una delle famiglie discendenti da un ramo femminile dal Casato degli Albret.

## Galleria dimmagini

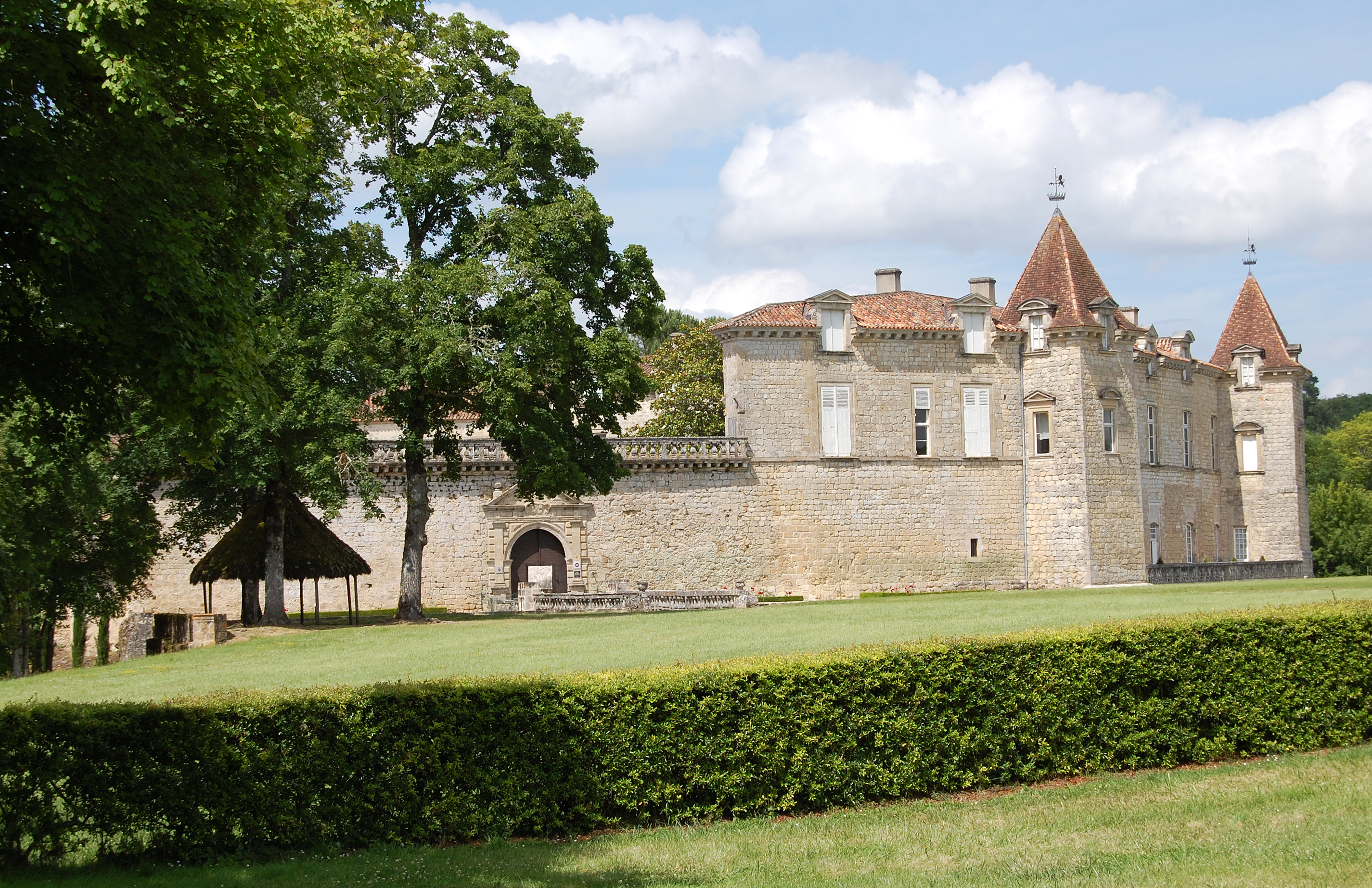
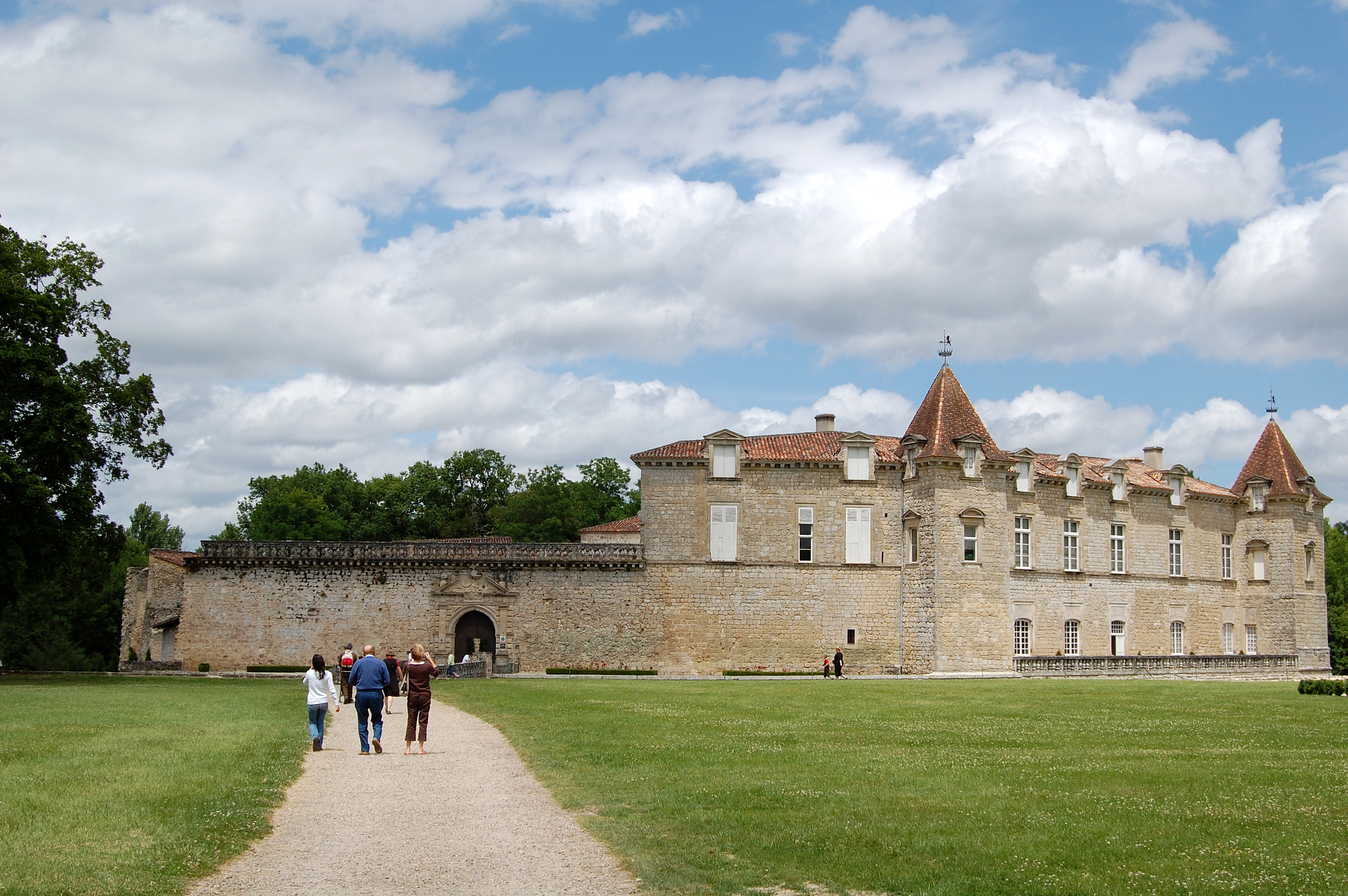
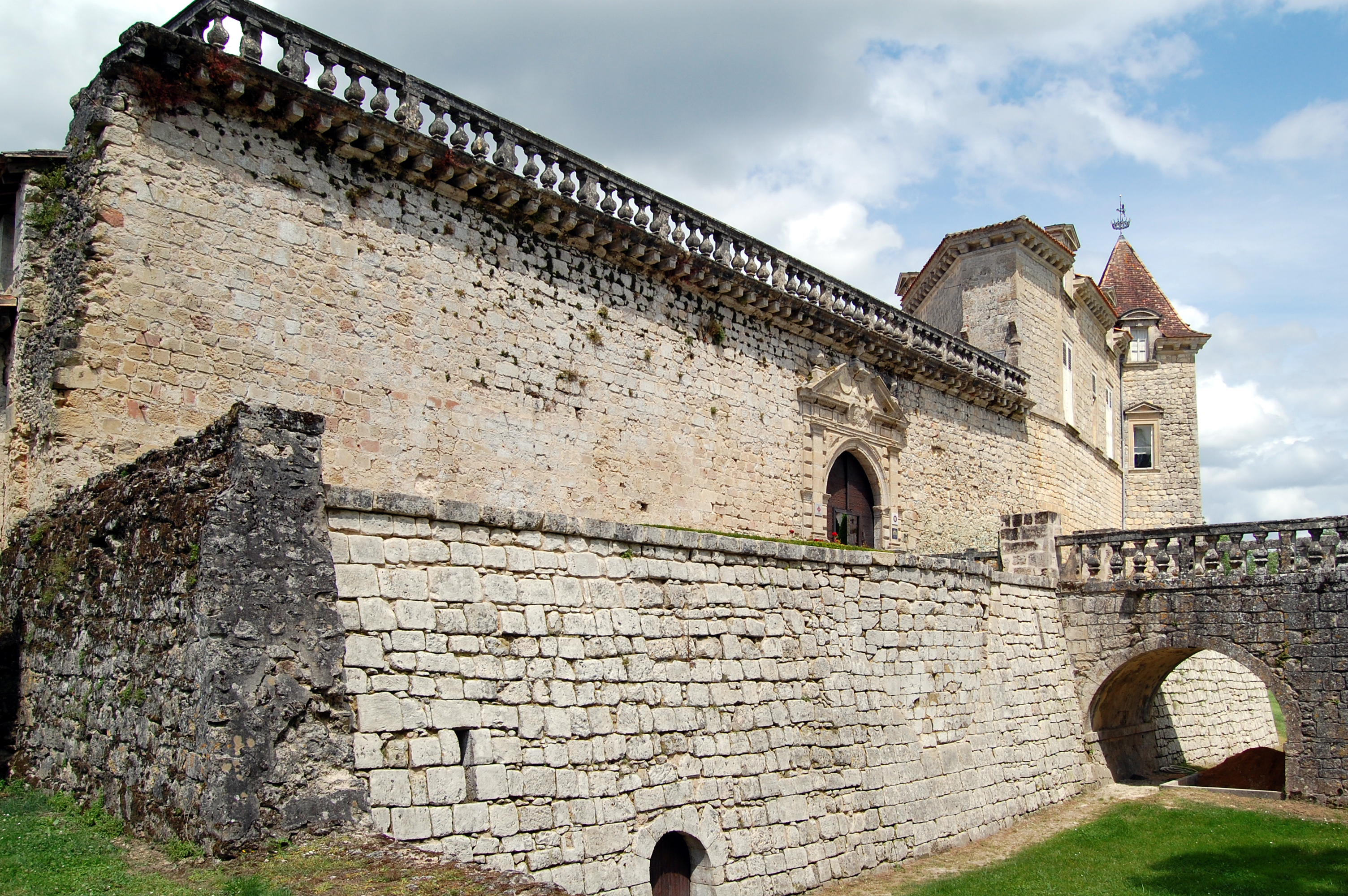
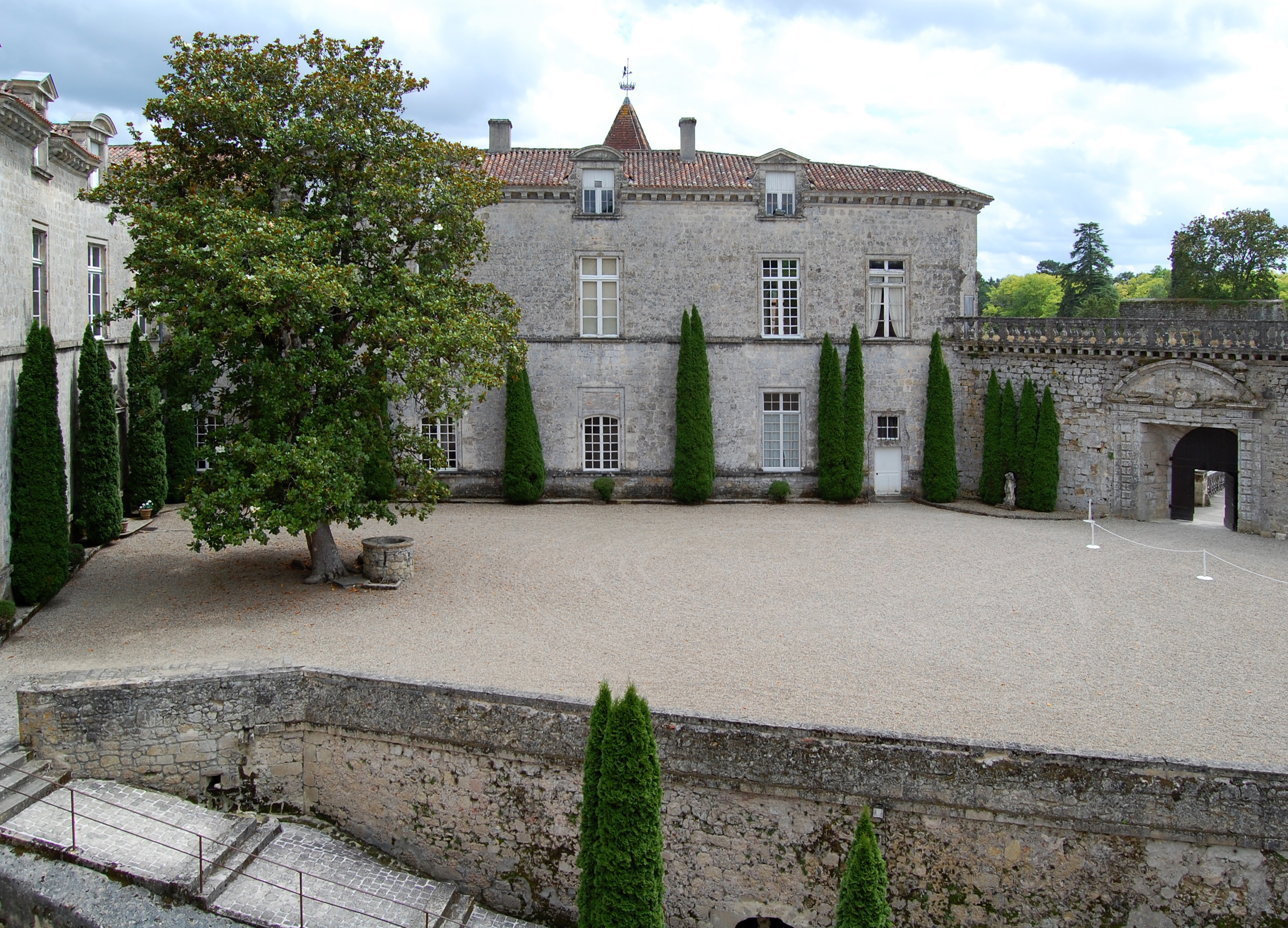